# Le Retour de Topper
 (août 2025).
Pour plus de détails, voir Fiche technique et Distribution.
Le Retour de Topper (Topper Returns) est un film américain réalisé par Roy Del Ruth, sorti en 1941.

## Synopsis
De retour d'Orient la jeune Ann Carrington se rend en taxi au manoir de son père qu'elle ne connait pas en compagnie de son amie Gail Richards. En chemin un mystérieux tireur embusqué fait éclater les pneus du taxi qui verse dans le fossé. Personne n'est blessé, mais le chauffeur de taxi laisse les deux jeunes femmes pendant qu'il s'en va chercher des secours. Celui-ci tardant à revenir, ils se font prendre (pratiquement de force) en stop par Topper et son chauffeur. Arrivé au manoir le médecin de famille met en garde Ann sur le fait que son père n'en a plus pour longtemps et qu'il ne fait pas le fatiguer. L'aspect morgue et lugubre des gens de maison de Carrington les amuse plutôt qu'autre chose, mais en passant sous un immense plafonnier celui-ci se dégringole et manque de justesse de s'écraser sur Ann. Les deux jeunes femmes sont logées dans de luxueuses chambres mais par caprice se les échangent. La nuit un mystérieux personnage pénètre dans la chambre d'Ann (qui n'y est donc pas) et poignarde à mort Gail. Le fantôme de Gail se détache de son corps et se rend chez Topper en l'obligeant à l'aider à retrouver son assassin. Le chauffeur de ce dernier qui les a accompagnés est terrorisé par le personnage invisible de Gail qui laisse des traces de pas sur le sol enneigé, prend la fuite et retourne chez ses maîtres. Madame Topper l'interroge et scandalisée par cette escapade nocturne de son mari s'en va à son tour chez les Carrington avec sa bonne et son chauffeur. Chez les Carrington, Gail et Topper retrouvent le corps assassiné, mais ce dernier se fait surprendre, finit par parler d'un cadavre, mais celui-ci vient de disparaître. Il s'ensuit un impressionnant et long chassé-croisé de tous ces personnages qui se croisent, se cachent, disparaissent, reviennent et passent par des passages secrets, d'autant qu'il faut maintenant y ajouter le chauffeur de taxi revenu toucher le prix de sa course et l'inspecteur de police accompagné de policiers. Le chauffeur de Topper disparaît dans une trappe, tombe dans un égout et voit des mystérieux personnages embarquer le cadavre de Gail. Finalement Topper arrivera à confondre l'assassin qui n'est autre que la personne qui se faisait passer pour le père d'Ann, (avec la complicité de la bonne) il prendra la fuite poursuivi en voiture par le fantôme de Gail et victime d'un accident il deviendra fantôme à son tour.

## Fiche technique
- Titre : Le Retour de Topper
- Titre original : Topper Returns
- Réalisation : Roy Del Ruth
- Scénario : Jonathan Latimer, Gordon Douglas et Paul Girard Smith d'après les personnages créés par Thorne Smith
- Production : Hal Roach
- Musique : Werner R. Heymann
- Photographie : Norbert Brodine
- Montage : James E. Newcom
- Pays d'origine : États-Unis
- Format : Noir et blanc - 1,37:1 - Mono
- Genre : Fantastique, romance
- Durée : 88 minutes
- Date de sortie : 1941

## Distribution
- Joan Blondell : Gail Richards
- Roland Young : Cosmo Topper
- Carole Landis : Ann Carrington
- Billie Burke :  Clara Topper
- Dennis O'Keefe : Bob, le chauffeur de taxi
- Patsy Kelly : Emily, la servante des Topper
- H. B. Warner :  Henry Carrington
- George Zucco : Docteur Jeris
- Rafaela Ottiano : Lillian, la servante d'Henry Carrington
- Eddie "Rochester" Anderson : Eddie, le chauffeur des Topper
- Donald MacBride : le sergent Roberts
- Trevor Bardette :	Rama, le majordome d'Henry Carrington

## Autour du film
- À aucun moment le scénario n'explique pourquoi le fantôme de Gail a besoin de l'aide de Topper, mais ce déficit d'explication ne nuit aucunement à la suite de l'intrique.

## Galerie

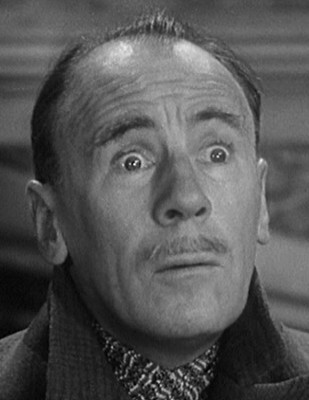
Roland Young
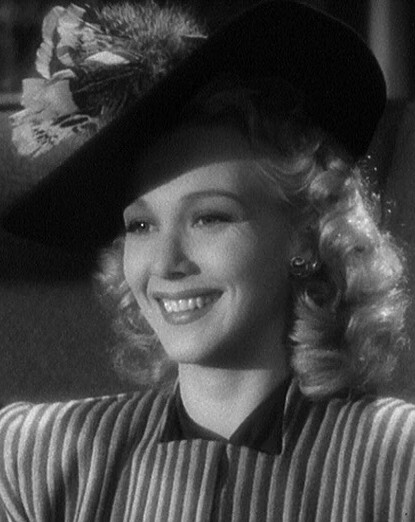
Carole Landis
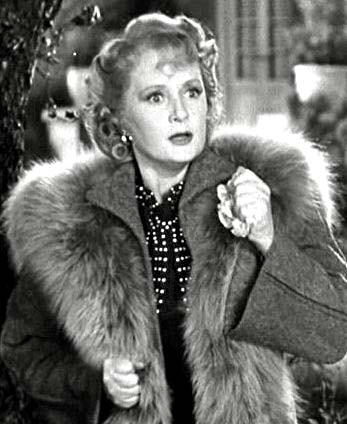
Billie Burke
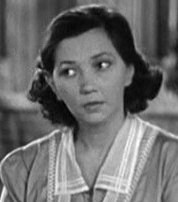
Patsy Kelly